# Tsaganomyidae

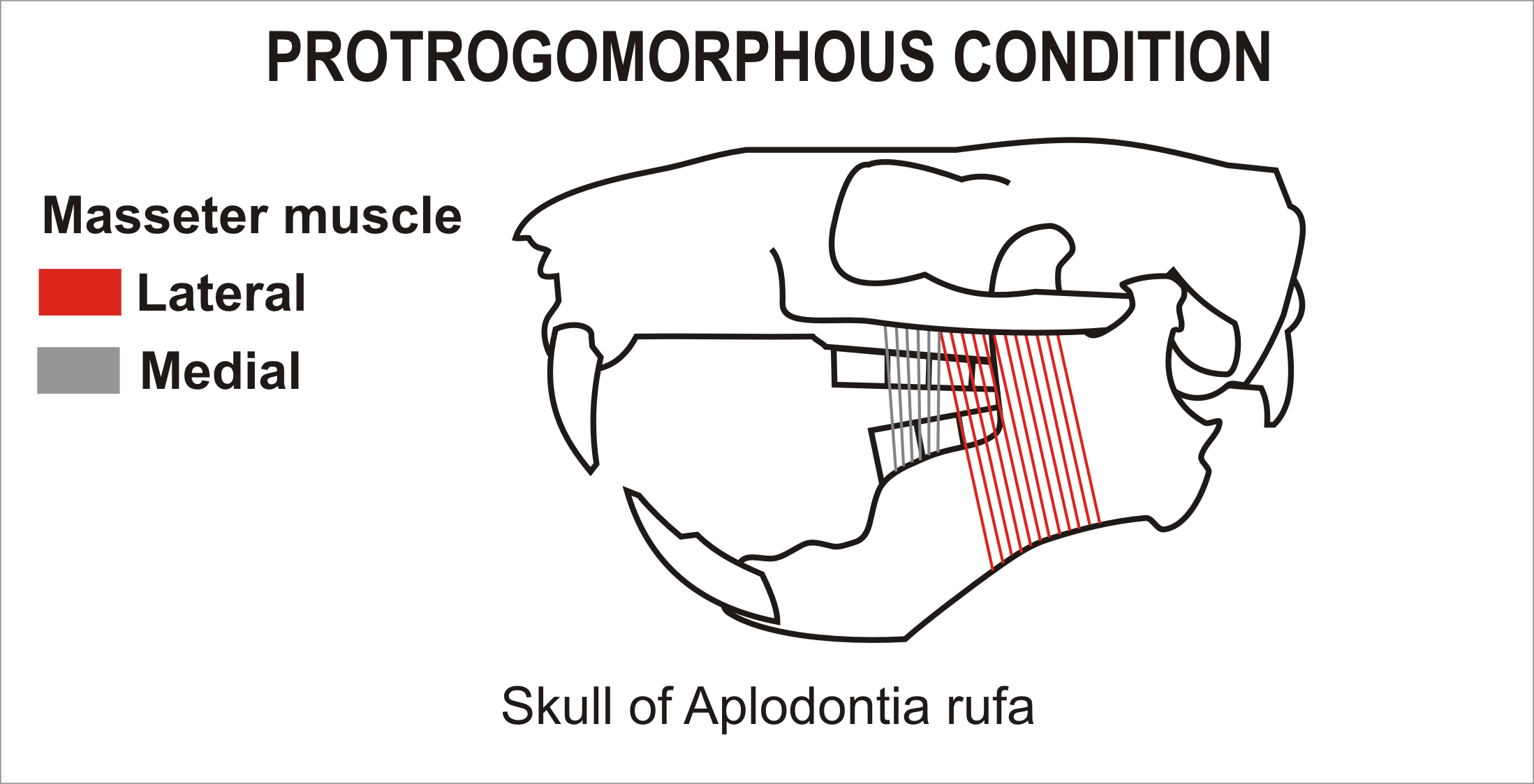
Fig.1

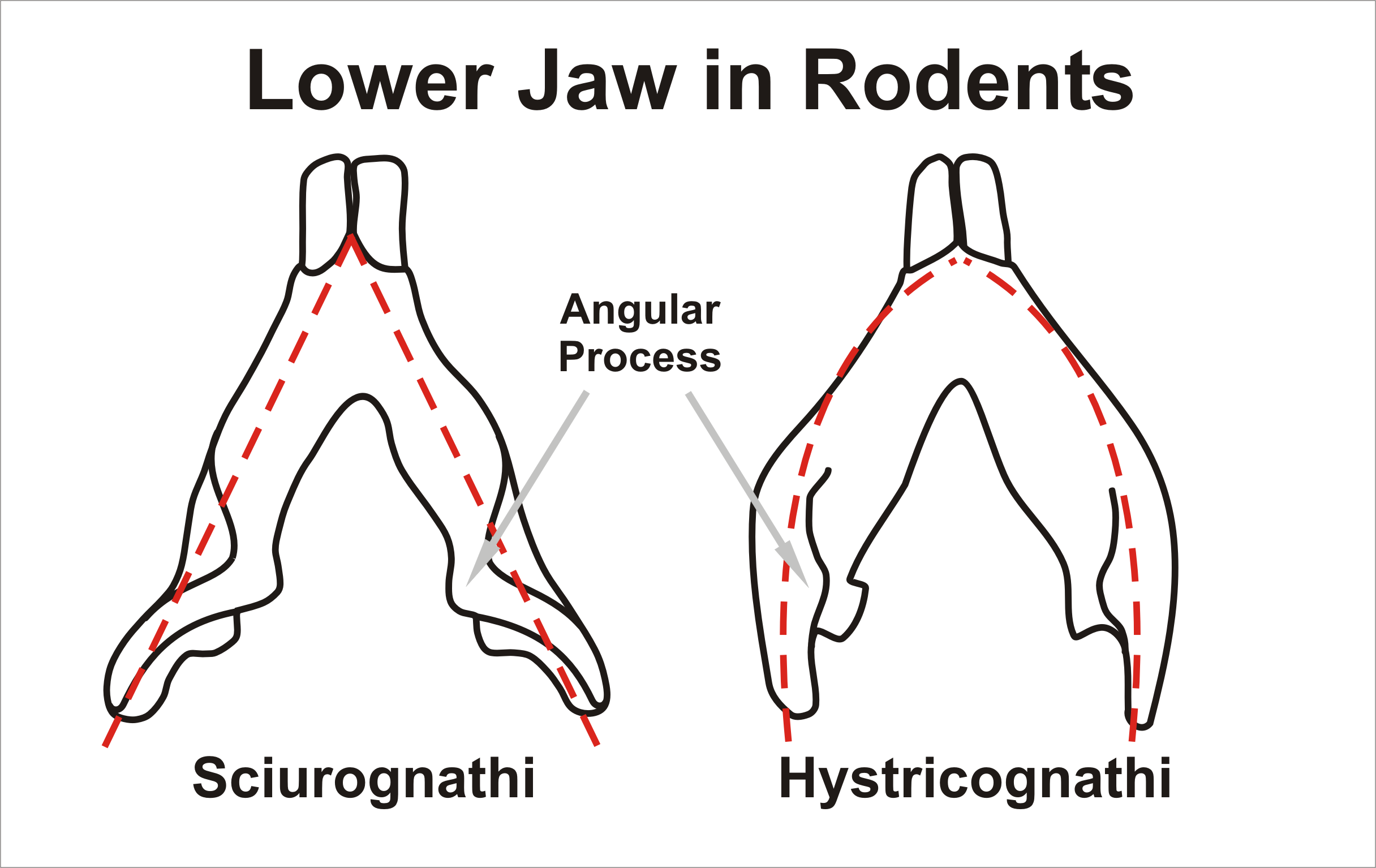
Fig.2

Tsaganomyidae Matthew & Granger, 1923 sono una famiglia di Roditori estinti  del sottordine degli Istricomorfi.

## Descrizione
Si trattava di roditori fossori di dimensioni simili ad una marmotta, provvisti di una disposizione del muscolo massetere di tipo protrogomorfo (Fig.1), una mandibola istricognata (Fig.2), incisivi robusti, e denti masticatori cilindrici e con la corona alta, le cui cuspidi venivano consumate già in giovane età. 

## Evoluzione
Erano un gruppo di roditori vissuti nell'Oligocene in Cina, Mongolia e Kazakistan.

## Tassonomia
La famiglia si suddivide in 3 generi estinti:
- Genere Tsaganomys †
- Genere Coelodontomys †
- Genere Cyclomylus †